# Comuna Sölvesborg
Sölvesborg (Sölvesborgs kommun) este o comună din comitatul Blekinge län, Suedia, cu o populație de 16.800 locuitori (2013).

## Geografie

### Zone urbane
Lista celor mai mari zone urbane din comună (anul 2015) conform Biroului Central de Statistică al Suediei:
| Nr | Zona urbană | Pop.  |
| -- | ----------- | ----- |
| 1  | Sölvesborg  | 8.972 |
| 2  | Hällevik    | 1.545 |
| 3  | Mjällby     | 1.319 |
| 4  | Norje       | 814   |
| 5  | Hörvik      | 802   |
| 6  | Pukavik     | 343   |
| 7  | Lörby       | 264   |
| 8  | Ysane       | 214   |
| 9  | Djupekås    | 210   |

## Demografie
| \| Evoluția demografică în comuna Sölvesborg, 1970–2015 \| Evoluția demografică în comuna Sölvesborg, 1970–2015 \| Evoluția demografică în comuna Sölvesborg, 1970–2015 \| Evoluția demografică în comuna Sölvesborg, 1970–2015 \| Evoluția demografică în comuna Sölvesborg, 1970–2015 \| \| ----------------------------------------------------------------------------------------------------- \| ---------------------------------------------------- \| ---------------------------------------------------- \| ---------------------------------------------------- \| ---------------------------------------------------- \| \| An \| \| \| Locuitori \| \| \| 1970 \| 1970 \| \| 15 210 \| 15 210 \| \| 1975 \| 1975 \| \| 15 632 \| 15 632 \| \| 1980 \| 1980 \| \| 15 733 \| 15 733 \| \| 1985 \| 1985 \| \| 15 533 \| 15 533 \| \| 1990 \| 1990 \| \| 16 008 \| 16 008 \| \| 1995 \| 1995 \| \| 16 635 \| 16 635 \| \| 2000 \| 2000 \| \| 16 448 \| 16 448 \| \| 2005 \| 2005 \| \| 16 558 \| 16 558 \| \| 2010 \| 2010 \| \| 16 810 \| 16 810 \| \| 2015 \| 2015 \| \| 17 160 \| 17 160 \| \| Sursa: SCB - Statistika Centralbyrån, Folkmängd efter region, civilstånd, ålder och kön. År 1968–2016 \| \| \| \| \| |      |  |           |        |
| Evoluția demografică în comuna Sölvesborg, 1970–2015 |      |  |           |        |
| An |      |  | Locuitori |        |
| 1970 | 1970 |  | 15 210    | 15 210 |
| 1975 | 1975 |  | 15 632    | 15 632 |
| 1980 | 1980 |  | 15 733    | 15 733 |
| 1985 | 1985 |  | 15 533    | 15 533 |
| 1990 | 1990 |  | 16 008    | 16 008 |
| 1995 | 1995 |  | 16 635    | 16 635 |
| 2000 | 2000 |  | 16 448    | 16 448 |
| 2005 | 2005 |  | 16 558    | 16 558 |
| 2010 | 2010 |  | 16 810    | 16 810 |
| 2015 | 2015 |  | 17 160    | 17 160 |
| Sursa: SCB - Statistika Centralbyrån, Folkmängd efter region, civilstånd, ålder och kön. År 1968–2016 |      |  |           |        |